# Казикермен
Казикермен (осм. Gazikerman — «крепость воинов за веру») — османский город-крепость, существовавший во второй половине XVII века в нижнем течении Днепра. Сейчас это город Берислав в Херсонской области.

## Название
В течение времени название крепости передавалось в русском написании по-разному. В дореволюционных изданиях встречались написания Казы-Кермень, Казыкермен, Кази-Кермень. В настоящее время в научной литературе среди целого ряда вариаций преобладает название Казикермен.

## История
В середине XV столетия образовалась могущественная Перекопская орда, и крымские татары захватили значительную часть местности по реке Днепр, построили города (Казикермен, Джанкермен, Тягин, Бургун, Исламкермен) и начали борьбу против Великого княжества Литовского. В 1484 году для контроля Соколиной переправы (осм. Dogan geçit) через Днепр Крымское ханство основало крепость Доган, которая была уничтожена казаками.
В 1665—1666 годах на том же месте Османская империя построила новую каменную крепость Казикермен — один из опорных пунктов турецкого господства в Северном Причерноморье. Встречающиеся в литературе иные объяснения (переводы) её названия — как Девичьей или Судейской крепости ошибочны, так как основаны на русской транслитерации османского слова арабского происхождения — Gazi. Крепость располагалась в районе пристани современного Берислава и состояла из малого, среднего и крупного городков. Малый городок (цитадель) находился на каменной скале рядом балки Казикерменки. В 1678—1679 годах крепость была значительно расширена — с восточной стороны замка достроили «средний» городок с каменными стенами. Казикермен окружало предместье с земляными укреплениями. Город вместе с тремя соседними крепостями — Мустрикерменом (Таванью), Исламкерменом (Асланкерменом) и Мубереккерменом (Шагинкерменом) — обеспечивал охрану татарской переправы через Днепр у острова Тавань. Он был серьёзным препятствием для морских походов запорожцев и плацдармом для нападений на Малороссию.
Казаки постоянно угрожали Казы-Кермену. В 1670 году кошевой атаман Иван Серко взял его в осаду, а через год частично разрушил. В 1686 году донские казаки предприняли попытку овладеть крепостью вновь, однако она была безуспешной.
В первой половине июня 1695 года из Белгорода под командованием воеводы Бориса Шереметева выступило крупное войско с целью овладеть данной крепостью. Объединившись с войском гетмана Ивана Мазепы, при поддержке вышедшей из Запорожской Сечи флотилии запорожцев, Борис Шереметев начал осаду Казикермена. В ходе неё все предпринятые турками попытки вылазок были успешно отражены. 30 июля того же года русские войска овладели крепостью. В качестве трофеев были взяты 30 пушек. В 1697-98 годах претерпевшая во время осады большие разрушения крепость была восстановлена и усилена новыми земляными укреплениями. Удачные действия Шереметьева и Мазепы на низовьях Днепра, где были приступом взяты Казикермен и Тавань, а два другие городка сданы турками русским добровольно, повлияли на дальнейшие события.
По условиям Константинопольского мира 1700 года Казикермен был разрушен. В 1737 году его восстановили русские войска и крепость функционировала до конца русско-турецкой войны 1735—1739 годов. После русско-турецкой войны 1768—1774 годов Казикермен вошёл в состав Российской империи (определённое время существовал даже Казикерменский уезд Херсонской провинции Новороссийской губернии). Заселялся преимущественно переселенцами из Полтавской и Черниговской губерний.
В Казикермене заканчивался Кизикерменский шлях. В 1784 году Казикермен был Высочайше переименован в город Берислав.

## Описание устройства фортификационного сооружения
Ворот, ведущих наружу, двое: одни — на берег Днепра, другие — со стороны суши. Крепостная стена, если смотреть изнутри крепости, идет к берегу Днепра, то поднимаясь, то опускаясь, в два ряда, с двумя рядами зубцов и с красивыми, стройными и прочными башнями. Наружные рвы вырублены в скалах. В [207] очень прочных башнях, обращенных к берегу Днепра, имеются пушки бал-емез. А дома, тесно поставленные один к другому, обращены к Днепру.
Цитадель находится на отвесном обрыве и представляет собой мощное укрепление с пятью-десятью башнями, которое с одной своей стороны защищено от опасности подкопа и нападения с тыла. И только одни ворота из цитадели ведут наружу — в укрепленный пригород. Здесь, кроме домов коменданта, имама, муэззина и начальников над музыкантами, а также военных складов и амбаров, нет ни торговых рядов, ни базара, ни постоялых дворов, ни бань.
Но все же это очень прочная и красивая крепость. И все пушки бал-емез, обращенные ко рвам, на север и северо-запад, превращают эту крепость в седло с ежовыми иглами. Имеются здесь и пушки шахане. Та сторона стены, которая обращена к суше, представляет собою вал ровно двадцати семи аршин в высоту и в двадцать шагов шириной, так как основная опасность крепости грозит именно с этой стороны. И пять укрепленных башен на этой стороне крепости являются бастионами большой прочности.
Здесь есть комендант, двенадцать аг, а также шесть ода знаменитых газиев-оружейников и их начальник — джебеджи-баши. Янычар здесь совсем нет. А имеется еще две ода пушкарей с их начальниками. Есть здесь также тысяча восемьсот воинов [гарнизона] крепости и восемьсот татарских воинов карасака (?)(Значение этого термина неясно). И все они во время сражения составляют три тысячи отборных воинов. Боеприпасов и продуктов здесь очень много. И всего там восемьсот шесть малых и больших пушек. Лучшие пушки обращены в сторону суши и в сторону Днепра; на башнях же имеются такие большие орудия бал-емез, что даже в крепости Очаков таких пушек нет. Разве что есть такие пушки в очаковской крепости Хасан-паша.
Эта крепость является местом, откуда по три перехода до крепостей Очаков, Бендеры и вышеупомянутой крепости Ор, расположенной у перехода к Крымскому острову. И во все стороны от неё — степи.

/525/ Эта крепость расположена на крутом выступе скалы,  у берега Днепра, словно сокол, сидящий на обрыве. И название её в соответствии с сущностью обозначаемого им — крепость Сокол, и сокол этот всегда высматривает добычу (Здесь игра слов: доган—по-турецки 'сокол'). И [208] пусть всегда она будет в готовности и да сделает её всевышний господь неизменно защищенной от врагов. Аминь.Эвлия Челеби. Книга путешествий.